# Saint-Brélade

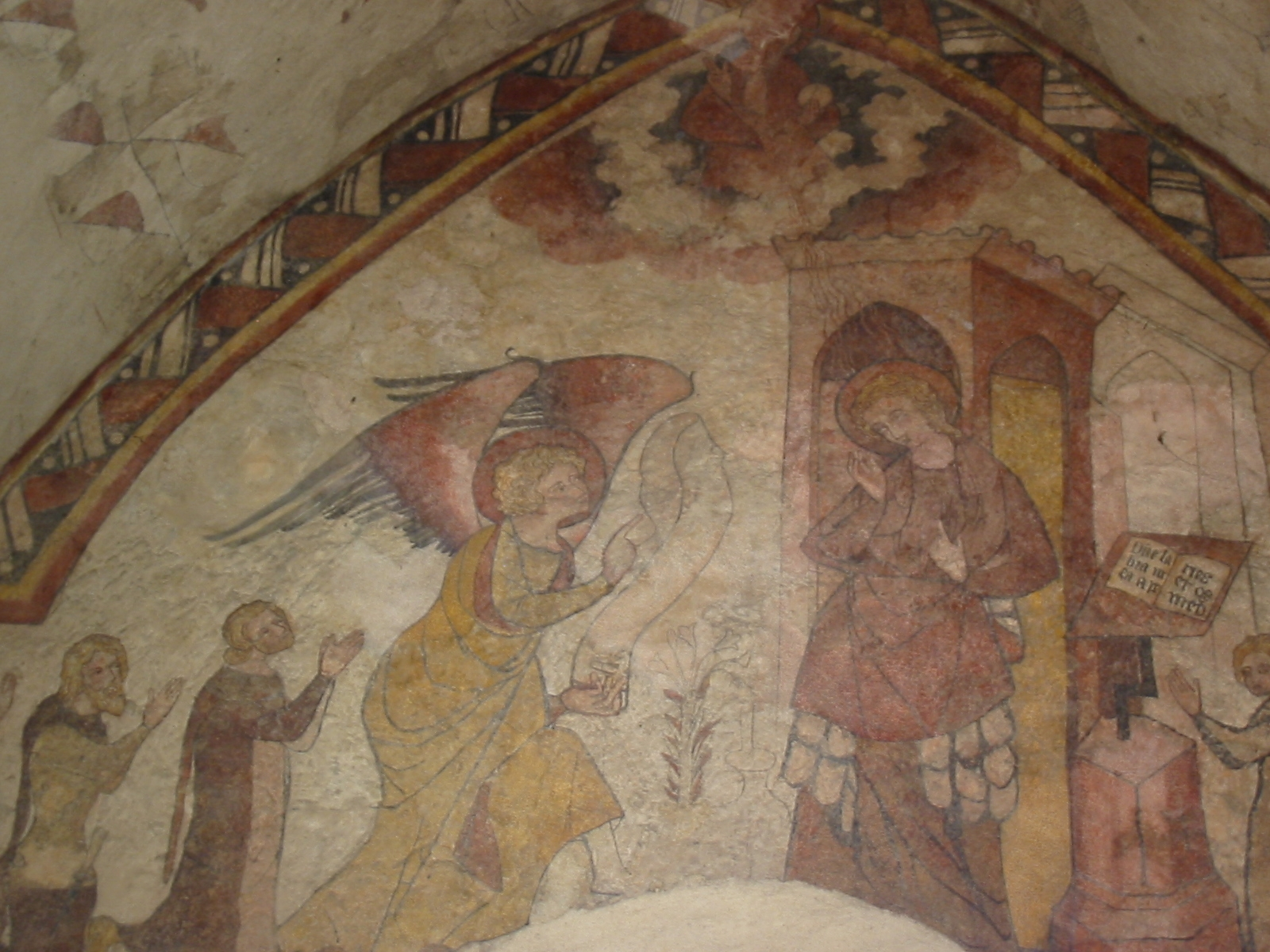
Située à côté de l’église paroissiale de Saint-Brélade, La Chapelle des Pêcheurs possède les exemples les mieux préservés d’art médiéval de Jersey.

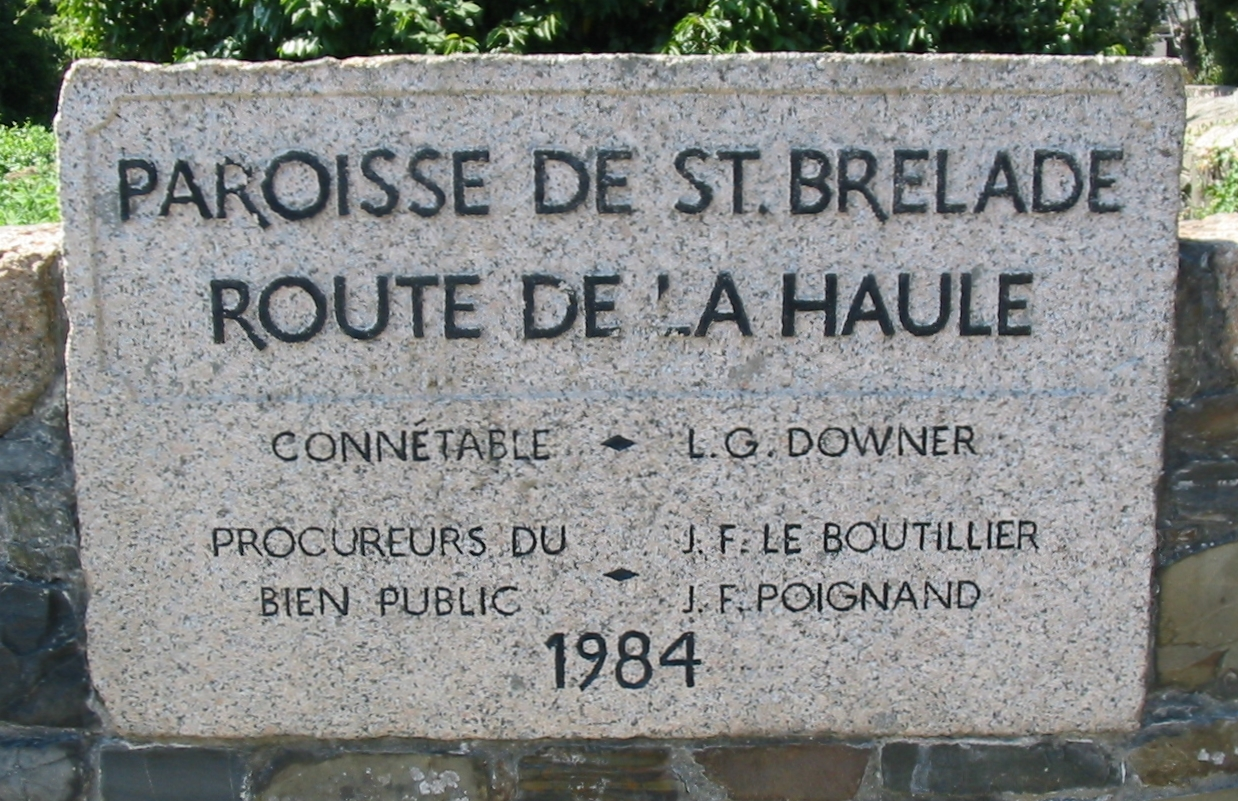
La route de La Haule à Saint-Brélade.

Saint-Brélade est l'une des douze paroisses de Jersey dans les îles de la Manche. D’une superficie de 7 103 vergées (soit 12,78 km2 ou 11 % de l'île), Saint-Brélade est la seconde plus grande paroisse de Jersey. Située au sud-ouest de l’île, c’est également la seule paroisse de Jersey à ne côtoyer qu’une autre paroisse, Saint-Pierre.

## Toponymie
Le nom de Saint-Brélade vient d’un saint celtique ou gallois « errant » du VIe siècle nommé Saint Branwallader (également Branwalder, Broladre, Brelodre, Brélade) qui aurait été le fils de Kenen, roi de Cornouailles. Il aurait également été un disciple de saint Samson avec lequel il aurait travaillé en Cornouailles et dans les îles Anglo-Normandes.

## Monuments
La situation de l’église Saint-Brélade à l’extrémité de la Baie de Saint-Brélade, comparativement éloignée des centres historiques de la population, est peu commune. La petite chapelle des Pêcheurs à côté contient des fresques médiévales qui ont survécu à l’iconoclasme de la Réforme. La légende affirme que la raison de l’emplacement de l’église paroissiale est qu’à l’origine les Saint-Bréladais avaient prévu de construire l’église beaucoup plus près des habitations, à l’intérieur des terres. Cependant, troublés par la construction des fondations, les p'tits faîtchieaux (les lutins), dont le temple se situait dans un dolmen voisin, défaisaient chaque nuit les travaux de construction et transportaient magiquement tous les outils et les matériaux vers le bas du rivage à tel point que les humains auraient fini par renoncer à leurs plans originels pour construire l’église à l’endroit indiqué par les fées.
Saint-Brélade possède certaines des baies les plus populaires de Jersey, la baie de Saint-Brélade, Ouaisné et Portelet, ainsi qu’une partie de la baie de Saint-Ouen et de la baie de Saint-Aubin sont à la lisière de la paroisse. Historiquement, le principal centre de population était au port de pêche de Saint Aubin face à Saint-Hélier, tout à l’autre bout de la baie de Saint-Aubin, jusqu’au décalage créé par le développement résidentiel des Quennevais.
La prison de Jersey se situe à La Moye, de même que l’usine de désalinisation de l’île.
Le phare de La Corbière figure sur les billets de 5 livres jersiaises et les pièces de 20 pence de Jersey.
Les Saint-Bréladais sont traditionnellement surnommés les carpéleuses (chenilles).

## Subdivisions
Saint-Brélade est administrativement divisé en quatre vingtaines comme suit :
- La Vingtaine de Noirmont (La Vîngtaine dé Nièrmont en jersiais) ;
- La Vingtaine du Coin (La Vîngtaine du Coin en jersiais) ;
- La Vingtaine des Quennevais (La Vîngtaine des Tchennevais en jersiais) ;
- La Vingtaine de la Moye (La Vîngtaine d'la Mouaie en jersiais).

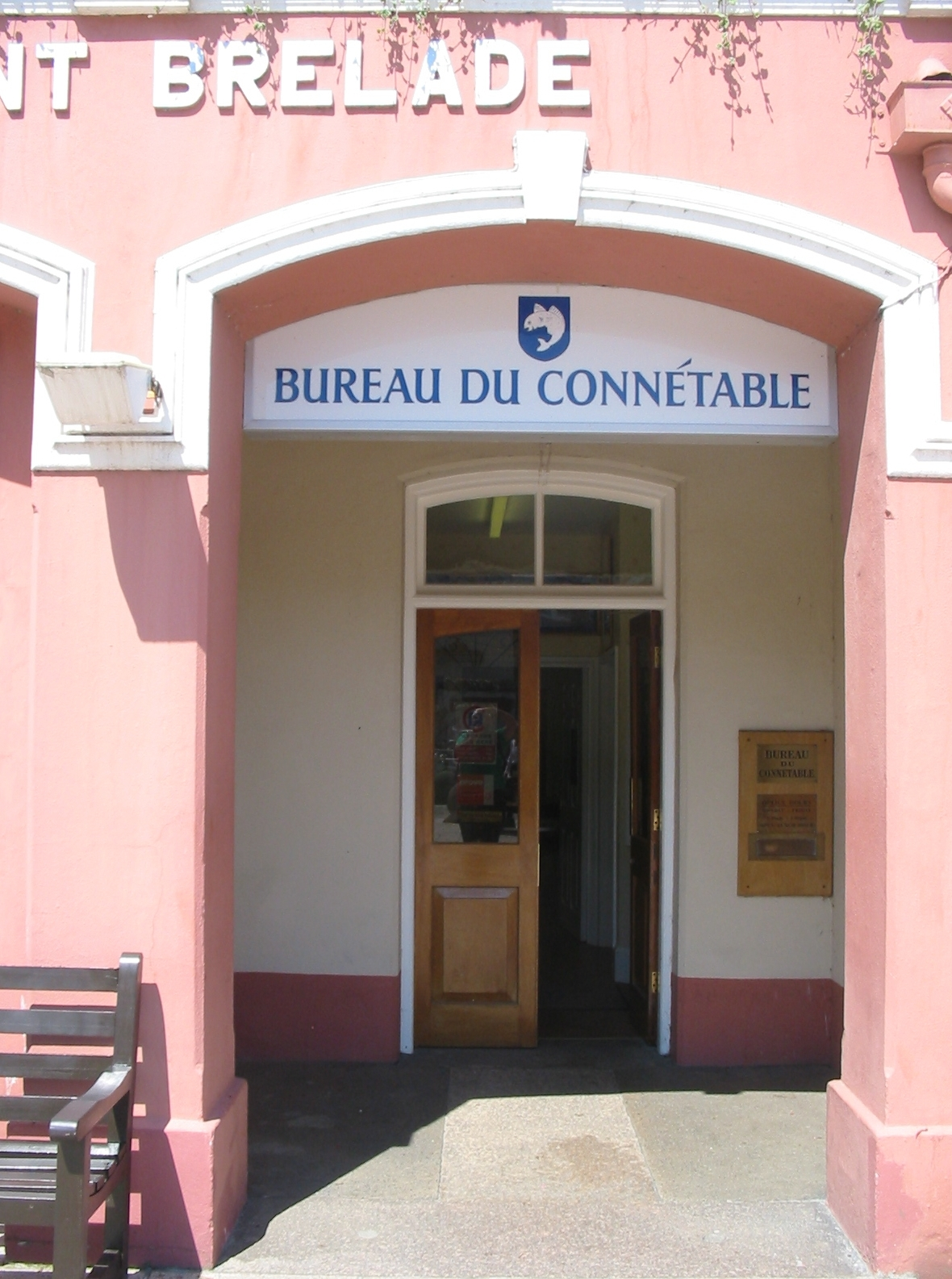
Bureau du Connétable à Saint-Brélade

Saint-Brélade se divise en deux districts électoraux :
- Le district n° 1 de Saint-Brélade (vingtaines de Noirmont et du Coin) élit un député
- Le district n° 2 de Saint-Brélade (vingtaines des Quennevais et de la Moye) élit deux députés.

## Démographie
| 9331                     | 9560 | 10134 |
| Statistiques depuis 1991 |      |       |

## Édifices remarquables
- l'église paroissiale de Saint-Brélade, la plus ancienne de Jersey, consacrée, selon le livre noir de l'évêché de Coutances le 27 mai 1111.
- La chapelle des Pêcheurs contenant des fresques murales datant de la période médiévale (XIVe siècle).
- La tour de Vinde édifiée à la pointe du Bec de Noirmont
- Le phare de la Corbière à la pointe sud-ouest éponyme de l’île accessible par une chaussée inondable
- La Tour de la Rocco, dans la Baie de Saint-Ouen, bombardée pendant l’Occupation allemande 1940-1945 et restaurée pendant les années 1960
- La Sergenté était autrefois une allée couverte située dans le Parcq de L'Oeillière, dans la paroisse de Saint-Brélade
- Le Petit Menhir, un mégalithe datant du Néolithique situé au lieu-dit « Les Blanches Banques ».

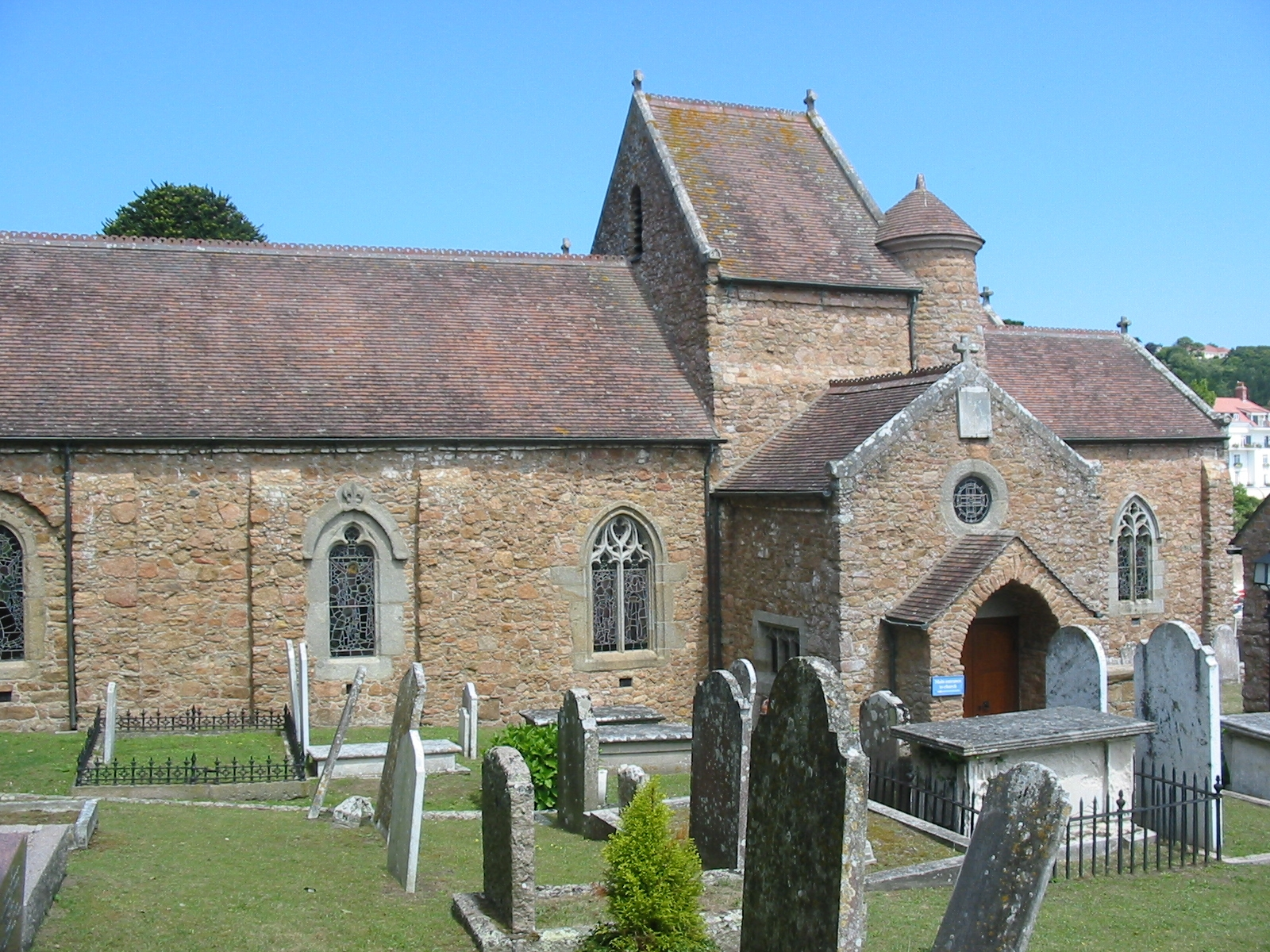
l'église de St Brélade
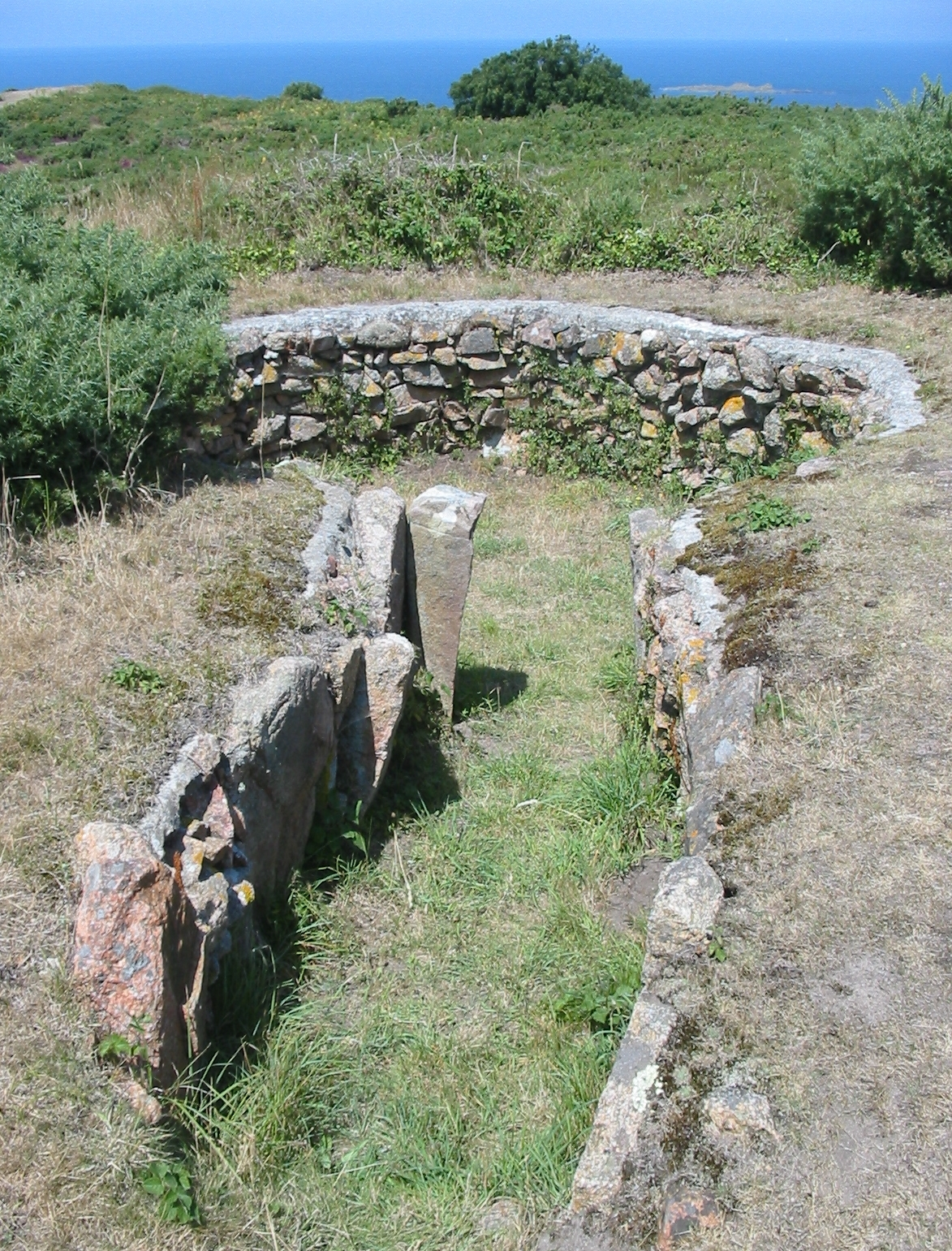
Vue générale de La Sergenté
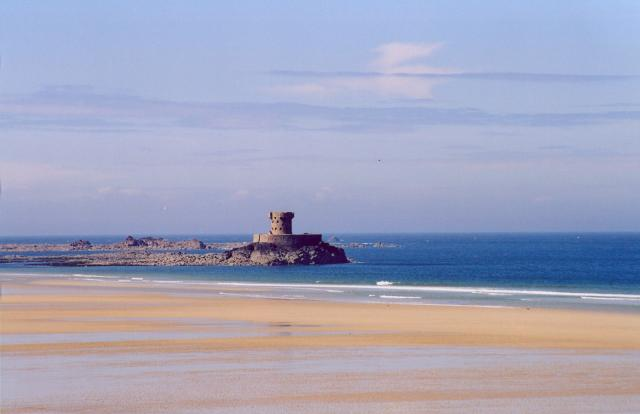
la Tour de la Rocco
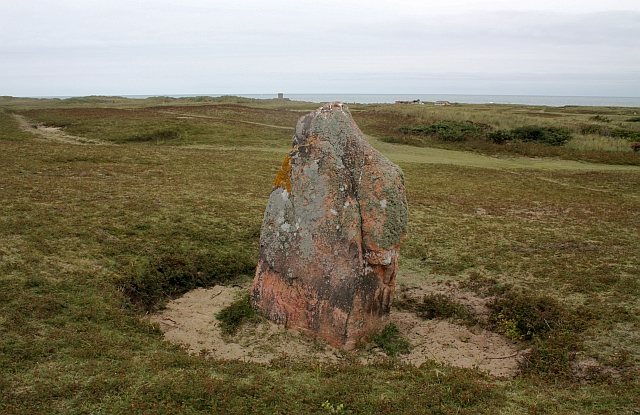
Vue du Petit Menhir

## Sites
- La Cotte est un site paléolithique situé sur la grève de Saint-Brélade
- Baie de Saint Brélade
- Port de Saint Aubin
- Le Portelet abrite l'île au Guerdain liée à l'histoire tragique de la mort de Philippe Janvrin en 1721
- Noirmont, acheté en 1950 par le Public de l'Île en tant que monument de guerre et préservé comme parc naturel

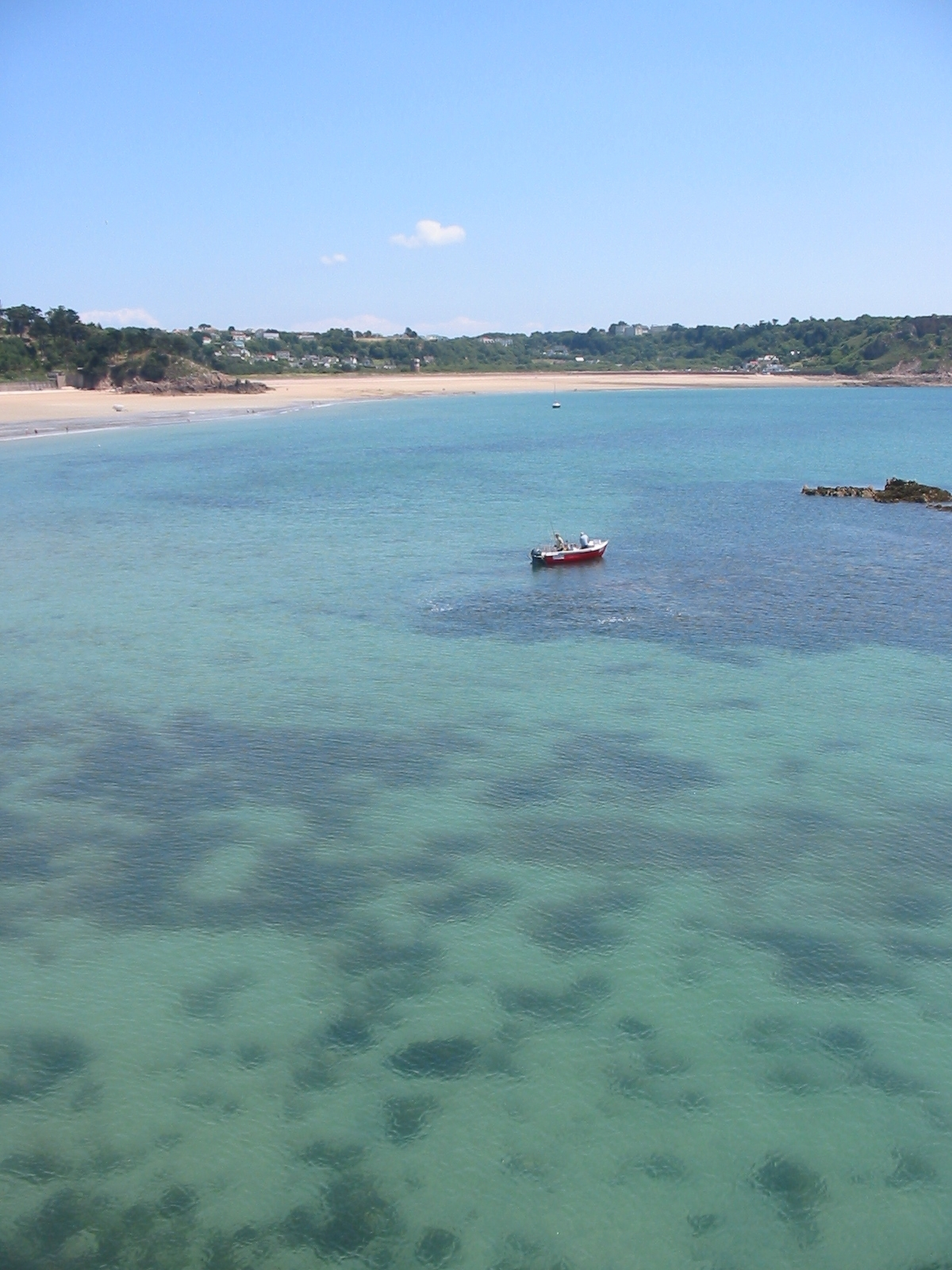
La baie de Saint-Brélade
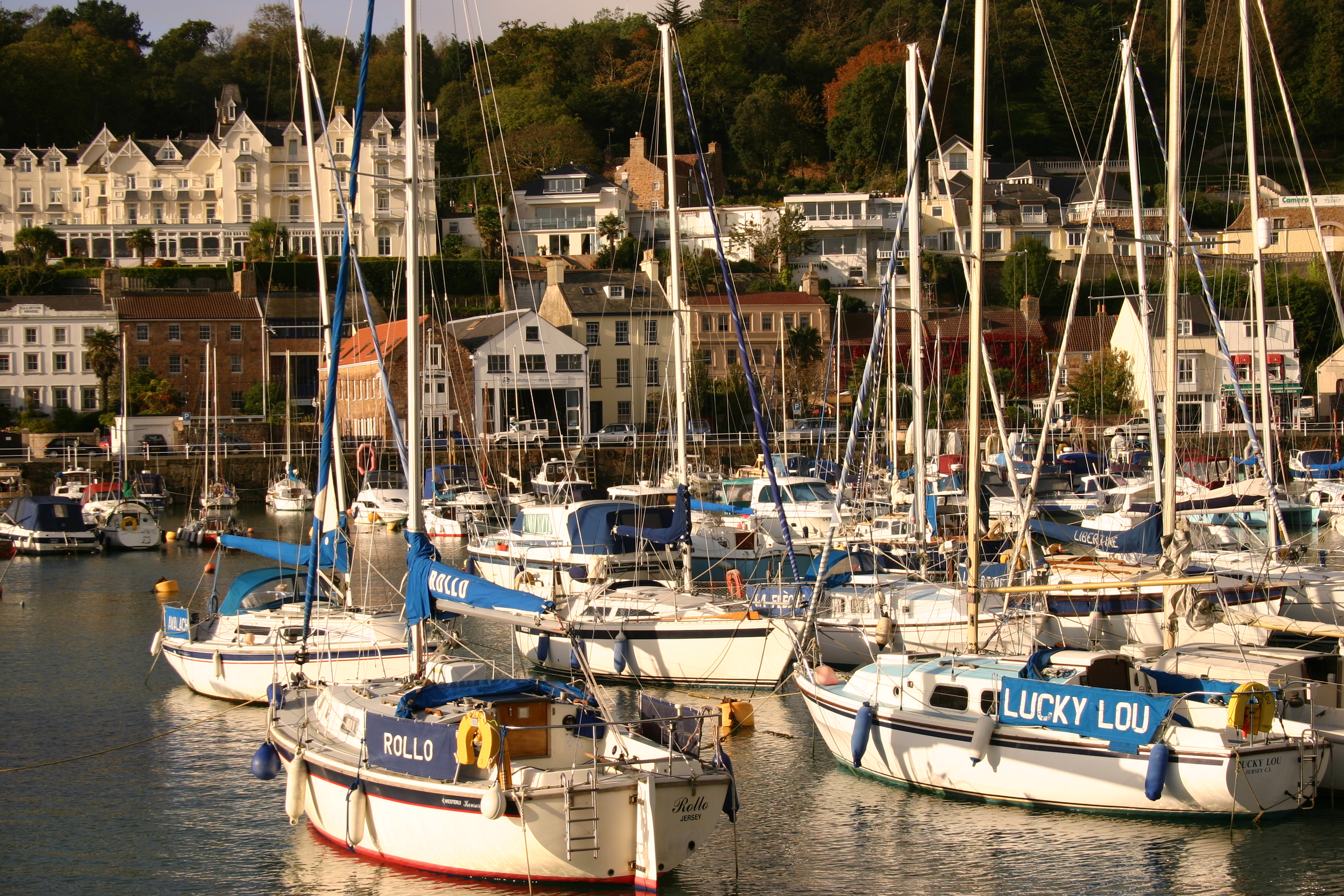
Le port de Saint-Aubin
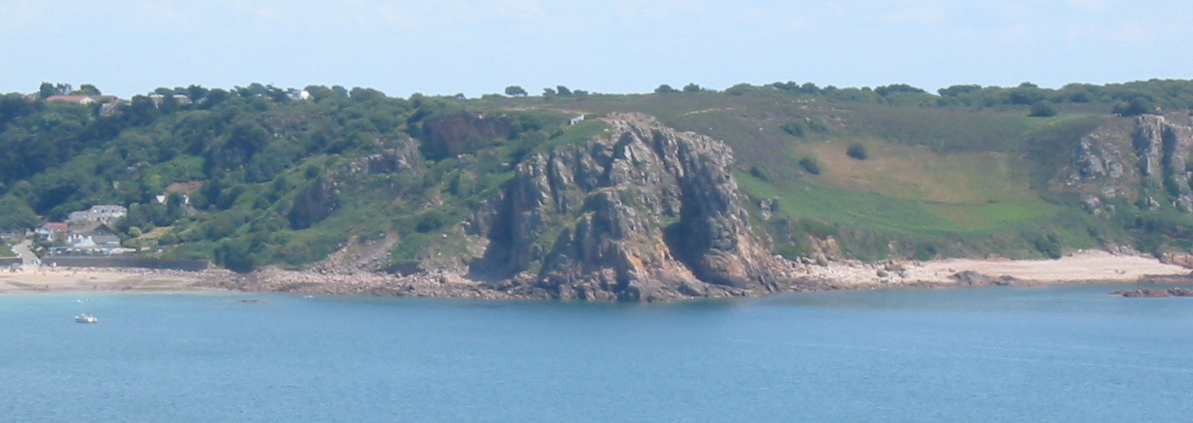
Site archéologique de La Cotte

## Liens externes

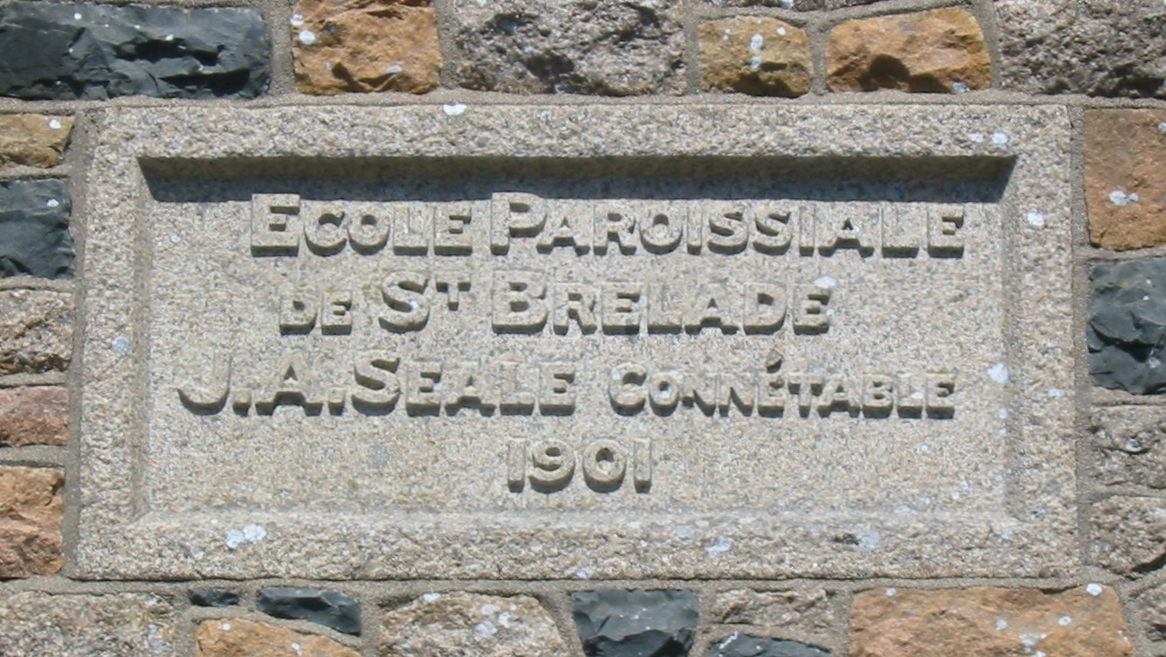
Plaque de l'école paroissiale de Saint-Brélade.